# مدار ۷ درجه جنوبی
مدار ۷ درجه جنوبی، دایره‌ای از عرض جغرافیایی است که در ۷ درجهٔ جنوبی خط استوا قرار دارد.

## گذر از مناطق
از نصف‌النهار مبدأ شروع می‌شود و به سمت مشرق ۷ درجه جنوبی از موارد زیر گذر می‌کند:
| مختصات‌ها                                           | کشور، قلمرو یا دریا                   | توضیحات |
| -------------------------------------------------- | ------------------------------------- | --- |
| ۷°۰′ جنوبی ۰°۰′ شرقی / ۷٫۰۰۰°جنوبی ۰٫۰۰۰°شرقی      | اقیانوس اطلس                          | |
| ۷°۰′ جنوبی ۱۲°۵۰′ شرقی / ۷٫۰۰۰°جنوبی ۱۲٫۸۳۳°شرقی   | آنگولا                                | |
| ۷°۰′ جنوبی ۱۶°۵۸′ شرقی / ۷٫۰۰۰°جنوبی ۱۶٫۹۶۷°شرقی   | جمهوری دموکراتیک کنگو                 | |
| ۷°۰′ جنوبی ۱۹°۳۲′ شرقی / ۷٫۰۰۰°جنوبی ۱۹٫۵۳۳°شرقی   | جمهوری دموکراتیک کنگو / آنگولا border | |
| ۷°۰′ جنوبی ۲۰°۱۸′ شرقی / ۷٫۰۰۰°جنوبی ۲۰٫۳۰۰°شرقی   | آنگولا                                | |
| ۷°۰′ جنوبی ۲۰°۳۴′ شرقی / ۷٫۰۰۰°جنوبی ۲۰٫۵۶۷°شرقی   | جمهوری دموکراتیک کنگو                 | |
| ۷°۰′ جنوبی ۲۹°۴۴′ شرقی / ۷٫۰۰۰°جنوبی ۲۹٫۷۳۳°شرقی   | دریاچه تانگانیکا                      | |
| ۷°۰′ جنوبی ۳۰°۳۴′ شرقی / ۷٫۰۰۰°جنوبی ۳۰٫۵۶۷°شرقی   | تانزانیا                              | |
| ۷°۰′ جنوبی ۳۹°۳۳′ شرقی / ۷٫۰۰۰°جنوبی ۳۹٫۵۵۰°شرقی   | اقیانوس هند                           | |
| ۷°۰′ جنوبی ۵۲°۴۴′ شرقی / ۷٫۰۰۰°جنوبی ۵۲٫۷۳۳°شرقی   | سیشل                                  | Alphonse Atoll |
| ۷°۰′ جنوبی ۵۲°۴۶′ شرقی / ۷٫۰۰۰°جنوبی ۵۲٫۷۶۷°شرقی   | اقیانوس هند                           | گذرکردن از شمال Coëtivy Island, سیشل |
| ۷°۰′ جنوبی ۱۰۶°۳۳′ شرقی / ۷٫۰۰۰°جنوبی ۱۰۶٫۵۵۰°شرقی | اندونزی                               | جزیرهٔ جاوه |
| ۷°۰′ جنوبی ۱۱۲°۳۵′ شرقی / ۷٫۰۰۰°جنوبی ۱۱۲٫۵۸۳°شرقی | دریای جاوه                            | |
| ۷°۰′ جنوبی ۱۱۲°۴۶′ شرقی / ۷٫۰۰۰°جنوبی ۱۱۲٫۷۶۷°شرقی | اندونزی                               | جزیرهٔ مادورا |
| ۷°۰′ جنوبی ۱۱۴°۴′ شرقی / ۷٫۰۰۰°جنوبی ۱۱۴٫۰۶۷°شرقی  | دریای جاوه                            | |
| ۷°۰′ جنوبی ۱۱۵°۱۶′ شرقی / ۷٫۰۰۰°جنوبی ۱۱۵٫۲۶۷°شرقی | اندونزی                               | جزیرهٔ Kangean و Paliat |
| ۷°۰′ جنوبی ۱۱۵°۴۰′ شرقی / ۷٫۰۰۰°جنوبی ۱۱۵٫۶۶۷°شرقی | دریای جاوه                            | گذرکردن از شمال جزیرهٔ Tanahjampea |
| ۷°۰′ جنوبی ۱۲۰°۳۷′ شرقی / ۷٫۰۰۰°جنوبی ۱۲۰٫۶۱۷°شرقی | دریای باندا                           | گذرکردن از شمال جزیرهٔ Damar, اندونزی · Passing between the جزیرهٔ Itain و Maru, اندونزی                                                          |
| ۷°۰′ جنوبی ۱۳۱°۵۸′ شرقی / ۷٫۰۰۰°جنوبی ۱۳۱٫۹۶۷°شرقی | اندونزی                               | جزیرهٔ Fordate |
| ۷°۰′ جنوبی ۱۳۱°۵۹′ شرقی / ۷٫۰۰۰°جنوبی ۱۳۱٫۹۸۳°شرقی | دریای آرافورا                         | گذرکردن از جنوب جزیرهٔ Trangan, اندونزی |
| ۷°۰′ جنوبی ۱۳۸°۳۷′ شرقی / ۷٫۰۰۰°جنوبی ۱۳۸٫۶۱۷°شرقی | اندونزی                               | جزیرهٔ گینه نو |
| ۷°۰′ جنوبی ۱۴۱°۱′ شرقی / ۷٫۰۰۰°جنوبی ۱۴۱٫۰۱۷°شرقی  | پاپوآ گینه نو                         | جزیرهٔ گینه نو |
| ۷°۰′ جنوبی ۱۴۶°۵۹′ شرقی / ۷٫۰۰۰°جنوبی ۱۴۶٫۹۸۳°شرقی | اقیانوس آرام                          | دریای سلیمان |
| ۷°۰′ جنوبی ۱۵۵°۴۲′ شرقی / ۷٫۰۰۰°جنوبی ۱۵۵٫۷۰۰°شرقی | جزایر سلیمان                          | Shortland Island |
| ۷°۰′ جنوبی ۱۵۵°۴۶′ شرقی / ۷٫۰۰۰°جنوبی ۱۵۵٫۷۶۷°شرقی | اقیانوس آرام                          | گذرکردن از جنوب Fauro Island, جزایر سلیمان |
| ۷°۰′ جنوبی ۱۵۶°۴۳′ شرقی / ۷٫۰۰۰°جنوبی ۱۵۶٫۷۱۷°شرقی | جزایر سلیمان                          | Choiseul Island |
| ۷°۰′ جنوبی ۱۵۷°۶′ شرقی / ۷٫۰۰۰°جنوبی ۱۵۷٫۱۰۰°شرقی  | اقیانوس آرام                          | Passing between the atolls of نانومئا و نانومانگا, تووالو · گذرکردن از شمال نیوتائو island, تووالو · Passing south of Starbuck Island, کیریباتی |
| ۷°۰′ جنوبی ۷۹°۴۷′ غربی / ۷٫۰۰۰°جنوبی ۷۹٫۷۸۳°غربی   | پرو                                   | |
| ۷°۰′ جنوبی ۷۳°۴۶′ غربی / ۷٫۰۰۰°جنوبی ۷۳٫۷۶۷°غربی   | برزیل                                 | آمازوناس پارا توکانتینس مارانیائو پیاوی سئارا پارائیبا                                                                                          |
| ۷°۰′ جنوبی ۳۴°۴۹′ غربی / ۷٫۰۰۰°جنوبی ۳۴٫۸۱۷°غربی   | اقیانوس اطلس                          | |